# Svanamyrtjärnen
Svanamyrtjärnen är en sjö i Vindelns kommun i Västerbotten och ingår i Umeälvens huvudavrinningsområde. Sjön har en area på 0,0933 kvadratkilometer och ligger 215,7 meter över havet.

## Delavrinningsområde
Svanamyrtjärnen ingår i det delavrinningsområde (715998-166251) som SMHI kallar för Mynnar i Vindelälvens vattendragsyta. Medelhöjden är 239 meter över havet och ytan är 34,48 kvadratkilometer. Räknas de 22 avrinningsområdena uppströms in blir den ackumulerade arean 248,92 kvadratkilometer. Arvån som avvattnar avrinningsområdet har biflödesordning 3, vilket innebär att vattnet flödar genom totalt 3 vattendrag innan det når havet efter 130 kilometer. Avrinningsområdet består mestadels av skog (81 procent). Avrinningsområdet har 0,16 kvadratkilometer vattenytor vilket ger det en sjöprocent på 0,5 procent.